# Obiective SMART
| Specific   |
|            |
| Measurable |
|            |
| Achievable |
|            |
| Relevant   |
|            |
| Time-bound |

Obiectivele SMART sunt considerate esențiale în managementul proiectelor, managementul resurselor umane și în dezvoltarea personală. SMART este un acronim al caracteristicilor: Specifice, Măsurabile, Accesibile, Relevante și încadrate în Timp.

## Istorie
În noiembrie 1981  Management Review conținea o lucrare a lui George T. Doran numită There's a S.M.A.R.T. way to write management's goals and objectives, traducerea aproximativă fiind - Există o metodă S.M.A.R.T. de a scrie obiective manageriale.
„Ideal ar fi dacă fiecare corporație, departament și secție ar avea obiective:
- Specifice – țintește o arie specifică pentru dezvoltare.
- Măsurabile – cuantificate sau cel puțin prezintă un indicator de progres.
- Asignate – cine sunt cei responsabili de realizarea lor.
- Realiste – cât mai aproape de adevăr folosindu-se de resursele disponibile.
- încadrate în Timp – specificarea timpului când obiectivele vor fi îndeplinite.

”—George T. Doran, There's a S.M.A.R.T. way to write management's goals and objectives

## Definiții curente
Fiecare literă din SMART se referă la un criteriu diferit de evaluare a obiectivelor. Diferite surse folosesc literele pentru a referi lucruri diferite, însă criteriile cele mai folosite sunt cele de mai jos.
| Literă | Cel mai folosit   | Alternative                                                                          |
| ------ | ----------------- | ------------------------------------------------------------------------------------ |
| S      | Specific          | (Strategic și specific)                                                              |
| M      | Măsurabil         | Motivant (Sursă: One Minute Manager)                                                 |
| A      | Accesibil         | Acceptat, ce poate fi atins, acționabil, ambițios, aliniat cu obiectivele companiei, |
| R      | Relevant          | Realist, cu resurse alocate, rezonabil, (realist și cu resurse)                      |
| T      | Încadrate în timp |                                                                                      |